# 钌酸锶
钌酸锶是一种无机化合物，化学式为SrRuO3，具有铁磁性。它具有钙钛矿结构（ABO3），其中Ru4+占据八面体位点，更大的Sr2+具有扭曲的12配位结构。
它可由碳酸锶和钌在空气中高温反应得到。它可溶于盐酸、硝酸、硫酸或高氯酸。